# 二硫赤糖醇
二硫赤糖醇（缩写DTE，全称1,4-二硫代赤藓糖醇）是一种含硫有机化合物，化学式为C4H10O2S2，为赤藓糖醇（一种單醣赤藓糖的还原糖醇）的硫取代产物，与二硫苏糖醇（DTT）是差向异构体，常温常压下为固体，能溶于水和乙醇。